# Jean-Claude Darouy
Jean-Claude Darouy (født 30. august 1944 i Sablons, død 8. august 2006 i Lormont) var en fransk roer.

## Rokarriere
Darouy, der var styrmand, deltog i OL 1964 i Tokyo i to rodiscipliner. Sammen med brødrene Georges og Jacques Morel deltog han i toer med styrmand, og de vandt deres indledende heat. Da kun 16 både deltog, gik de dermed direkte i finalen. Her var den amerikanske båd hurtigst og fik guld, mens kampen om de to øvrige medaljer blev tæt mellem den franske og den hollandske båd. Det endte med sølv til Morel-brødrene og Darouy, mens hollænderne fik bronze.
Daroy var også styrmand i den franske firer med styrmand ved legene, og denne båd blev nummer fire.

## OL-medaljer
- 1964:  Sølv i toer med styrmand